# 方太 (五代)
方太（？—947年），字伯宗，五代十国青州千乘（今山东省广饶县）人。
方太年轻为军校，曾在登州抢劫海客，后来跟随定州义武军节度使杨光远。936年，杨光远离任后，定州军作乱，牙将方太讨伐平定了叛乱。937年，升任奉国都虞候。符彦饶之乱，方太攻打牙城，抓住符彦饶，石敬瑭命方太送符彦饶往大梁，在班荆馆斩杀了符彦饶。方太升任为赵州刺史。他以军功历任莱州刺史、安州防御使、凤州防御使。晋出帝时，官至邢州留后。946年，后晋灭亡，契丹入汴京，方太投降了契丹。契丹命他遥领洋州武定军节度使。947年，契丹派方太到洛阳巡行视察，到达郑州；州里的守兵一起强迫他为郑王。嵩山武装头领张遇立朱温的后代密王朱乙为天子，率领部众一万袭击郑州，被方太击退。方太认为契丹方强，就劝谕守军一起向西转移。大家不同意，方太就从西门逃奔洛阳。守军向契丹诬告方太，说被方太胁迫作乱。方太无法向契丹表明心迹，于是就进入洛阳，担任河南府行留守事，充洛京巡检，击破伊阙反辽武装。方太自己打算回归晋阳，河阳武行德派人骗他，说自己虚位以待。方太来到河阳，被武行德杀死。